# В мире басен
«В мире басен» — советский мультфильм 1973 года, снятый Андреем Хржановским в технике перекладки по мотивам басен Ивана Андреевича Крылова «Любопытный», «Осёл и Соловей», «Кукушка и Петух». В мультфильме использована картина «Парад на Марсовом поле», а также рисунки Александра Сергеевича Пушкина. В музыкальном оформлении принял участие камерный ансамбль «Мадригал» под управлением Льва Маркиза.

## Сюжет

### Любопытный
Диалог двух приятелей, один из которых побывал в Кунсткамере, рассмотрел каждую букашку, а слона «и не приметил».

### Кукушка и Петух
Кукушка обменивается с Петухом лестными комплиментами. При этом каждый хвалит собеседника ради собственной выгоды.

### Осёл и Соловей
Об искусном Соловье и недалёком Осле, не способном оценить великолепное пение по достоинству.

## Отзыв критика
Первым фильмом Пушкинианы стала, как это ни покажется странным, экранизация басен Крылова — «В мире басен» (1973).
В фильме два героя: невежественное, равнодушное общество и — Пушкин. Неожиданность такой интерпретации известных басен приближается к открытию, потому что авторы всем строем фильма убеждают в правомочности их позиции: в баснях «Любопытный», «Осёл и соловей» и «Кукушка и петух» Крылов имел в виду Пушкина и его хулителей. «Светская чернь», среди которой прогуливается Любопытный, отождествлена изобразительно и монтажно с «букашками, козявками и таракашками», поразившими невежду в кунсткамере. Слова «Тут соловей защёлкал, засвистал…» переведены на язык кино прекрасной мелодией флейты, сопровождающей рисунки Пушкина, в которых прослеживается его трагическая биография. Эта музыкально-графическая сюита завершается статичным кадром — пистолеты и опустевшая клетка. Басня «Кукушка и петух» разыграна в форме пародийной кинооперы, где солисты и хор, фальшивя, поют хвалу друг другу. В контексте фильма этот эпизод ассоциируется у нас с взаимовосхвалениями, процветавшими в журнальной клике булгариных-сеньковских, над которыми так едко издевались современники и сам Пушкин.
В фильме мы видим и самого поэта, таким, каким изобразил его на коллективном портрете вместе с Жуковским, Гнедичем и Крыловым их современник, художник Чернецов. […]
Совершенно новый взгляд на издавна знакомое, предложенный режиссёром, помогает нам осознать, нет, больше, почувствовать единство историко-литературного процесса, увидеть живое прошлое во всей многогранности его человеческих и культурных связей.
— Венжер Н. Андрей Хржановский // Режиссеры советского мультипликационного кино. М., 1983.